# العلاقات النيجرية الجورجية
العلاقات النيجرية الجورجية هي العلاقات الثنائية التي تجمع بين النيجر وجورجيا.

## مقارنة بين البلدين
هذه مقارنة عامة ومرجعية للدولتين:
| وجه المقارنة                                              | النيجر          | جورجيا                          |
| --------------------------------------------------------- | --------------- | ------------------------------- |
| المساحة (كم2)                                             | 1.27 مليون      | 69.70 ألف                       |
| عدد السكان (نسمة)                                         | 21.48 مليون     | 3.72 مليون                      |
| الكثافة السكانية (ن./كم²)                                 | 16.91           | 53.37                           |
| العاصمة                                                   | نيامي           | تبليسي، كوتايسي                 |
| اللغة الرسمية                                             | لغة فرنسية      | اللغة الجورجية، اللغة الأبخازية |
| العملة                                                    | فرنك غرب أفريقي | لاري جورجي                      |
| الناتج المحلي الإجمالي (بليون دولار)                      | 8.12 مليار      | 15.16 مليار                     |
| الناتج المحلي الإجمالي (تعادل القوة الشرائية) بليون دولار | 19.01 مليار     | 35.68 مليار                     |
| الناتج المحلي الإجمالي الاسمي للفرد دولار أمريكي          | 358             | 3.79 ألف                        |
| الناتج المحلي الإجمالي للفرد دولار أمريكي                 | 938             |                                 |
| مؤشر التنمية البشرية                                      | 0.348           | 0.754                           |
| رمز المكالمات الدولي                                      | +227            | +995                            |
| رمز الإنترنت                                              | .ne             | .ge، .გე ‏                       |
| المنطقة الزمنية                                           | ت ع م+01:00     | ت ع م+04:00                     |

## منظمات دولية مشتركة
يشترك البلدان في عضوية مجموعة من المنظمات الدولية، منها:
| علم المنظمة | اسم المنظمة                   | تاريخ انضمام النيجر | تاريخ انضمام جورجيا |
| ----------- | ----------------------------- | ------------------- | ------------------- |
|             | يونسكو                        | 10 نوفمبر 1960      | 7 أكتوبر 1992       |
|             | الفريق المعني برصد الأرض      | ?                   | ?                   |
|             | مؤسسة التمويل الدولية         | 7 يناير 1980        | 29 يونيو 1995       |
|             | مؤسسة التنمية الدولية         | 24 أبريل 1963       | 31 أغسطس 1993       |
|             | منظمة التجارة العالمية        | ?                   | 14 يونيو 2000       |
|             | الاتحاد البريدي العالمي       | ?                   | ?                   |
|             | الاتحاد الدولي للاتصالات      | 14 نوفمبر 1960      | 7 يناير 1993        |
|             | الأمم المتحدة                 | 20 سبتمبر 1960      | 31 يوليو 1992       |
|             | البنك الدولي للإنشاء والتعمير | 24 أبريل 1963       | 7 أغسطس 1992        |

## وصلات خارجية
- موقع وزارة الخارجية الجورجية